# 불량남녀
《불량남녀》는 2010년에 개봉한 대한민국의 영화이다.

## 줄거리
보증을 잘못 서 빚을 진 형사와 그에게 10분이 멀다 하고 독촉 전화를 거는 카드사 여직원의 로맨스를 그린 코미디 영화. 신용불량 강력계 형사 방극현(임창정)과 카드사 채권팀 우수사원 김무령(엄지원)의 혈투가 펼쳐진다.

## 캐스팅

### 주연
- 임창정 : 방극현 역
- 엄지원 : 김무령 역

### 그 외 인물
- 정은우 : 상혁 역
- 김사희 : 상미 역
- 강재섭 : 김 형사 역
- 이재구 : 장 형사 역
- 조덕현 : 채권사 팀장 역
- 김정석 : 오병석 역
- 방수형 : 석봉두 역
- 이영란 : 무령 모 역
- 장승조 : 동렬 역
- 허현호 : 극현 택시기사 역
- 유순철 : 택시 영감 역
- 손영순 : 택시 할멈 역
- 정민결 : 택시 고삐리 1 역
- 하은설 : 택시 고삐리 3 역
- 조재윤 : 렉카기사 역
- 김영웅 : 서초서 형사 역
- 주영호 : 소매치기 영호 역
- 한성용 : 정보원 / 소태 역
- 김효민 : 에필로그 사기꾼 역
- 반혜라 : 고객 모 역
- 김왕근 : 신혜 바람남 역
- 서태화 : 역술가 역 (우정출연)
- 김명국 : 노부부 택시기사 역 (우정출연)
- 최재원 : 고삐리 택시기사 역 (우정출연)